# Антіохська єпархія Меандру
Єпархія Антіохії-Меандри (на латині: Dioecesis Antiochensa ad Maeandrum) — закрита кафедра Константинопольського патріархату та титулярна кафедра католицької церкви.

## Історія
Антіохія-Меандра, ідентифікована з Аліагою (Чіфтлік) у сучасній Туреччині, є стародавнім єпископським престолом римської провінції Карія в цивільній єпархії Азії. Вона входила до Константинопольського патріархату і була суфраганною Ставрополійської архиєпархії.
Єпархія описана в Notitiae Episcopatuum Константинопольського патріархату до XIV століття. Починаючи з Notitiae кінця ХІІ століття (або початку ХІІІ століття), Антіохія входить до числа митрополичих осідків патріархату.
Першими двома відомими єпископами цієї стародавньої єпархії є Євсевій і Діоніс, які входять до числа отців Вселенських соборів відповідно в Нікеї в 325 р. і в Халкідоні в 451 р. За ним пішов Менофан, єпископ- монофізит, відомий рішенням імператора Юстина I усунути всіх монофізитських єпископів імперії приблизно в 518 році. У другій половині VI століття відомий єпископ Павло; єпископа-монофізита Афродісія, він був змушений зректися своєї віри і нав’язаний Константинопольським патріархом Іоанном III на кафедрі Антіохії на Меандрі приблизно в 571 році як православний єпископ. Останніми двома єпископами, які належать до цієї єпархії, є Георгій, який брав участь у соборі в Трулло в 692 році, і Потус Михаїл, зафіксований у ХІІ столітті (або пізніше).
Ле Квін також приписує єпископа Феофана Антіохійському Меандру, який був присутній на Константинопольському соборі 879-880 років, який реабілітував Константинопольського патріарха Фотія. Соборні списки, однак, не розрізняють однойменні місця, тому віднесення Феофана до осідку Карії не є певним; Сам Ле Квін приписує цього єпископа, episcopus Antiochiae parvae, також до єпархії Антіохії в Ісаврії. Руджері виключає його зі свого хронотаксису єпископів Карії.
З 1933 року Антіохія аль-Меандро входить до списку титульних єпископських престолів Католицької Церкви; місце було вакантним з 11 березня 1973 року. Останнім його осібником був Едвард Луїс Феддерс, прелат Юлі в Перу.

## Хронотаксис

### Грецькі єпископи
- Євсевій † (згадується в 325 р.)
- Діонісій † (згадується в 451 р.)
  - Менофан † (? - 518 скинутий) (єпископ- монофізит)
- Павло † (близько 571 - ? )
- Георгій † (згадується в 692 р.)
- Феофан ? † (згадується в 879 р.)
- Потус Михаїл † (близько ХІІ ст.)

### Титулярні єпископи
- Вісенте де Паулу Араухо Матос † (21 квітня 1955 — 28 січня 1961 призначений єпископом Кратона)
- Фелікс Гіллер † (помер 10 квітня 1961 - 10 червня 1963)
- Едвард Луїс Феддерс, MM † (помер 29 жовтня 1963 — 11 березня 1973)

## Примітка
1. ↑  Jean Darrouzès, Notitiae episcopatuum Ecclesiae Constantinopolitanae. Texte critique, introduction et notes, Paris, 1981, indice p. 483, voce Antiocheia du Méandre.
2. ↑  Destephen, Prosopographie du diocèse d'Asie, p. 347.
3. ↑  Destephen, Prosopographie du diocèse d'Asie, p. 227.
4. ↑  Destephen, Prosopographie du diocèse d'Asie, p. 692.
5. ↑  Destephen, Prosopographie du diocèse d'Asie, pp. 780-781.

## Зовнішні посилання
- (англ.) La sede titolare nel sito di www.catholic-hierarchy.org
- (англ.) La sede titolare nel sito di www.gcatholic.org